# Котенко Володимир Михайлович
Котенко Володимир Михайлович (23 листопада 1934) — письменник-сатирик, драматург, журналіст. Член Спілки письменників СРСР від 1981 року.

## Життєпис
Закінчив історичний факультет Воронізького державного університету (1962).
Працював у Воронізькому обласному комітеті з телебачення та радіомовлення (1963-1965), фельетоністом у воронізьких газетах «Молодий комунар» та «Комуна» (1965-1990).

## Творчість
Автор 10 книг сатири та гумору (починав разом із Аркадієм Давидовичем). Серед них «Любов під псевдонімом» (Москва, 1980), «Службовий гороскоп» (Москва, 1989), «Війна з амазонками» (Вороніж, 1999), «Корова на велосипедеі» (Вороніж, 2008).
Його п'єса «Залізна завіса» обійшла сцени 40 театрів СРСР, вперше була поставлена Воронізьким драматичним театром 1988 року (режисер-постановник А. Меньшенін).

## Відзнаки
Лауреат кількох творчих конкурсів та Воронізької обласної премії Союзу журналістів ім. М. С. Ольмінського (1973), має диплом журналу «Крокодил» (1974).